# Geldersheim
Geldersheim – miejscowość i gmina w Niemczech, w kraju związkowym Bawaria, w rejencji Dolna Frankonia, w regionie Main-Rhön, w powiecie Schweinfurt. Leży około 4 km na zachód od Schweinfurtu, przy drodze B19 i B303.

## Demografia
| Rok  | Liczba mieszk. |
| ---- | -------------- |
| 1970 | 2175           |
| 1987 | 2350           |
| 2000 | 2591           |
| 2005 | 2597           |

## Polityka
Wójtem jest Hanna Ruth. Rada gminy składa się z 14 członków:
|      | CSU | SPD | Wolni Wyborcy | Lista Młodych | Razem     |
| 2002 | 5   | 2   | 5             | 2             | 14 miejsc |

## Oświata
(na 1999)

W gminie znajduje się 100 miejsc przedszkolnych (z 92 dziećmi) oraz szkoła podstawowa (20 nauczycieli, 252  uczniów).